# Ер-Ріяд (авіабаза)
Авіабаза Ер-Ріяд, колишній міжнародний аеропорт Ер-Ріяд (ICAO: OERY) — військова авіабаза в Ер-Ріяді (Саудівська Аравія).
Спочатку він використовувався авіацією Саудівської Аравії, як вузол авіаліній до відкриття міжнародного аеропорту імені Короля Халіда в 1982 році. Це сталося через авіакатастрофу рейсу 163 Saudi Arabian Airlines, що на той момент була третьою за величиною авіаційною катастрофою у світі.

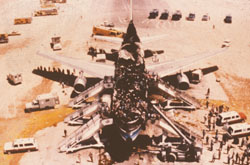
Згорівший фюзеляж рейсу Saudia-163